# Lehigh Acres
Lehigh Acres é uma Região censo-designada localizada no estado americano de Flórida, no Condado de Lee.

## Demografia
Segundo o censo americano de 2000, a sua população era de 33.430 habitantes.

## Geografia
De acordo com o United States Census Bureau tem uma área de
248,6 km², dos quais 245,8 km² cobertos por terra e 2,8 km² cobertos por água.

## Localidades na vizinhança
O diagrama seguinte representa as localidades num raio de 16 km ao redor de Lehigh Acres.